# Prophaecasia
Prophaecasia is een geslacht van vlinders van de familie bladrollers (Tortricidae), uit de onderfamilie Olethreutinae.

## Soorten
- P. anthion Daikonoff, 1973
- P. caemelionopa Diakonoff, 1983